# Lambs Green
Lambs Green – osada w Anglii, w hrabstwie West Sussex, w dystrykcie Horsham. Leży 48 km na północny wschód od miasta Chichester i 45 km na południe od Londynu.